# Детский Санаторий (Пензенская область)
Де́тский Санато́рий — населённый пункт в Бессоновском районе Пензенской области. Входит в состав Проказнинского сельсовета.

## География
Населённый пункт находится в центральной части Пензенской области, на расстоянии примерно 24 км (по прямой) к северо-востоку от села Бессоновка, административного центра района.

### Часовой пояс
Населённый пункт Детский Санаторий, как и вся Пензенская область, находится в часовой зоне МСК (московское время). Смещение применяемого времени относительно UTC составляет +3:00.

## Население
| 2010 |
| ---- |
| 28   |

### Национальный состав
Согласно результатам переписи 2002 года, в национальной структуре населения русские составляли 91 % из 22 чел.